# Ctenophthalmus nivalis
Ctenophthalmus nivalis är en loppart som beskrevs av Rothschild 1909. Ctenophthalmus nivalis ingår i släktet Ctenophthalmus och familjen mullvadsloppor.

## Underarter
Arten delas in i följande underarter:
- C. n. nivalis
- C. n. cervinus
- C. n. helveticus
- C. n. rhaeticus